# Енфілд (переписна місцевість, Нью-Гемпшир)
Енфілд (англ. Enfield) — переписна місцевість (CDP) в США, в окрузі Ґрафтон штату Нью-Гемпшир. Населення — 1571 особа (2020).

## Географія
Енфілд розташований за координатами 43°39′1″ пн. ш. 72°9′20″ зх. д. / 43.65028° пн. ш. 72.15556° зх. д. (43.650246, -72.155640).  За даними Бюро перепису населення США в 2010 році переписна місцевість мала площу 6,03 км², з яких 5,87 км² — суходіл та 0,15 км² — водойми.

## Демографія
Згідно з переписом 2010 року, у переписній місцевості мешкало 1540 осіб у 712 домогосподарствах у складі 419 родин. Густота населення становила 255 осіб/км².  Було 787 помешкань (131/км²).
Расовий склад населення:
| - 96,4 % — білих - 0,6 % — чорних або афроамериканців - 0,5 % — азіатів - 0,1 % — корінних американців |

До двох чи більше рас належало 1,9 %. Частка іспаномовних становила 1,4 % від усіх жителів.
За віковим діапазоном населення розподілялося таким чином: 21,4 % — особи молодші 18 років, 63,3 % — особи у віці 18—64 років, 15,3 % — особи у віці 65 років та старші. Медіана віку мешканця становила 39,7 року. На 100 осіб жіночої статі у переписній місцевості припадало 89,0 чоловіків;  на 100 жінок у віці від 18 років та старших — 86,9 чоловіків також старших 18 років.
Середній дохід на одне домашнє господарство  становив 91 368 доларів США (медіана — 75 313), а середній дохід на одну сім'ю — 108 206 доларів (медіана — 91 369). Медіана доходів становила 47 950 доларів для чоловіків та 42 841 долар для жінок. За межею бідності перебувало 1,2 % осіб, у тому числі 0,0 % дітей у віці до 18 років та 7,4 % осіб у віці 65 років та старших.
Цивільне працевлаштоване населення становило 771 особа. Основні галузі зайнятості: освіта, охорона здоров'я та соціальна допомога — 30,1 %, виробництво — 18,0 %, роздрібна торгівля — 11,7 %, науковці, спеціалісти, менеджери — 10,4 %.